# قرحش
قرحش هي قرية في المملكة العربية السعودية تبلغ مساحتها تقريبا 100 كيلو متر مربع، تقع على بعد 350كم من العاصمة الرياض من جهة الشمال الشرقي و55 كم من الدمام من جهة الغرب، تابعة لمحافظة بقيق المعروفة بأكبر حقل نفط في العالم وهو حقل الغوار، تكثر في قرحش المزارع والبساتين الجميلة والاستراحات وذلك لخصوبة ارضها ونقاء هوائها كما ان بعض الشركات الدولية والمحلية لها مواقع في محيط قرية قرحش لموقعها المناسب من المدن الصناعية 
ويقع في مقربة من قرية قرحش مطار بقيق المخصص لشركة ارامكو السعودية. 
وقد عسكرت القوات الأمريكية في هذة القرية أيام الغزو العراقي للكويت سنة 1990، ولا يعرف سبب اطلاق هذا الاسم عليها الا ان من جهة الجنوب ب 2 كيلو كانت هناك قطعه ارض يقطنها راشد بن حنتوش ال زايد ويطلق عليها قرحش وبعد ان بنى سعيد بن فهيد ال عبيد البيوت والمرافق لأهلها وسكنها أطلق عليها قرحش. 
يقطن هذه القرية قبيلة ال زايد من بني هاجر منذ تأسيسها ويتولى مسئوليتها السيد / 
```
سعيد بن خالد بن سعيد بن فهيد ال عبيد ال زايد الهاجري 
```

وتتمركز من حولها شركات النفط العملاقة من شركات أمريكية وصينية وأوربية وغيرها، كما ان قرية قرحش تشتهر بخصوبة ارضها وكثرة مزارعها وبساتينها واستراحاتها مما جعلها قرية جاذبه لسكان المدن القريبة منها. وكذلك موقعها المميز بين مدينتين الدمام والاحساء جعلها جاذبة للشركات الكبرى للأستجار بها المواقع لادراتهم.